# Slaheddine Baly

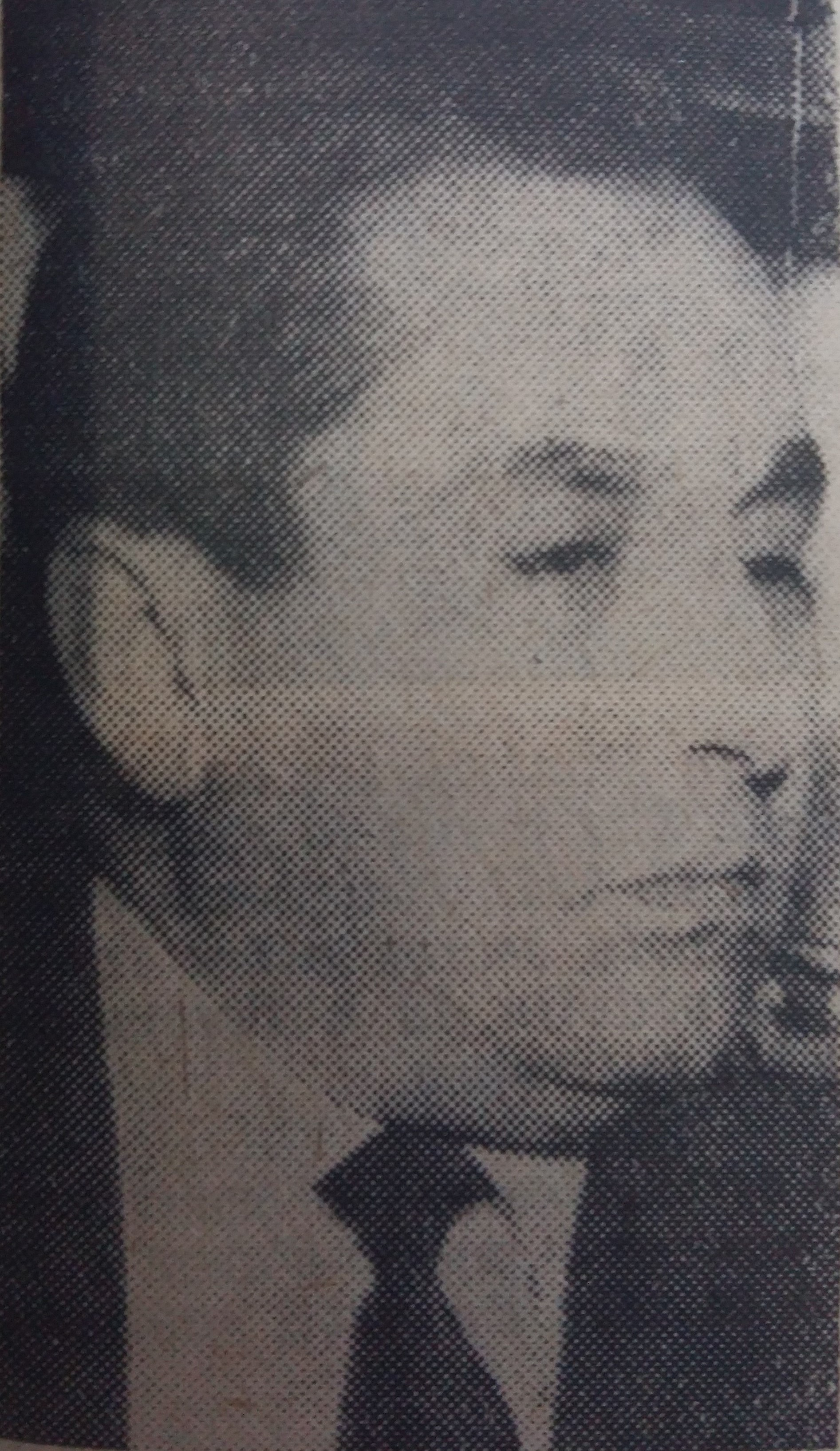
Slaheddine Baly

Slaheddine Baly (arabisch صلاح الدين بالي, DMG Ṣalāḥ ad-Dīn Bālī; * 26. Juli 1926 in Tunis; † 12. April 2002) war ein tunesischer Politiker der Sozialistischen Destur-Partei sowie zuletzt der Konstitutionellen Demokratischen Sammlung und Sportfunktionär, der unter anderem 1973 bis 1980 Justizminister, zwischen 1980 und 1988 Verteidigungsministers sowie 1988 erneut Justizminister war. Im Anschluss war er von 1988 bis 1990 Präsident der Abgeordnetenkammer sowie zwischen 1990 und 1992 Präsident des Verfassungsgerichtshofes. Er war darüber hinaus von 1987 bis 2002 Vorsitzender des Nationalen Olympischen Komitees (NOK).

## Leben
Baly, ein jüngerer Bruder des Pioniers der tunesischen Pfadfinder-Bewegung Mongi Baly, war Jurist und fungierte nach dem fehlgeschlagenen Komplott vom 18. Dezember 1962 gegen Staatspräsident Habib Bourguiba als Ankläger des Militärtribunals.
Er war als Vertreter der Sozialistischen Destur-Partei Mitglied der Abgeordnetenkammer. Er wurde am 5. Juni 1973 als Nachfolger von Mohamed Bellalouna zum Justizminister in das Kabinett von Premierminister Hédi Nouira berufen und bekleidete dieses Ministeramt bis zum Ende von Nouiras Amtszeit am 24. April 1980. Einer seiner engsten Mitarbeiter war sein Kabinettschef Rachid Sabbagh, der zwischen 2013 und 2014 Verteidigungsminister war. Neben seiner politischen Laufbahn engagierte er sich als Sportfunktionär und war zwischen 1976 und 1989 Präsident der Wassersportföderation FTSN (Fédération tunisienne des sports nautiques).
Im darauf folgenden Kabinett von Premierminister Mohamed Mzali übernahm er anschließend das Amt des Verteidigungsministers und übte dieses auch in der anschließenden Regierung von Premierminister Rachid Sfar vom 8. Juli 1986 bis zum 2. Oktober 1987, im Kabinett von Premierminister Zine el-Abidine Ben Ali zwischen dem 2. Oktober 1987 und dem 7. November 1987 sowie in der Regierung von Premierminister Hédi Baccouche vom 7. November 1987 bis zum 11. April 1988 aus. Danach war er als Nachfolger von Mohamed Salah Ayari zwischen dem 12. April und seiner Ablösung durch Hamed Karoui am 27. Juli 1988 im Kabinett von Premierminister Baccouche erneut Justizminister.
Während der VII. Legislaturperiode übernahm Baly, der als Nachfolger von Mohamed Mzali von 1987 bis zu seiner Ablösung durch Mohamed Gueddiche 2002 auch Vorsitzender des Nationalen Olympischen Komitees (NOK) Tunesiens (Comité national olympique tunisien) war, am 14. Oktober 1988 als Nachfolger von Rachid Sfar die Funktion als Präsident der Abgeordnetenkammer und bekleidete dieses Amt als Parlamentspräsident auch im ersten Jahr der VIII. Legislaturperiode bis zu seiner Ablösung durch Beji Caid Essebsi am 13. März 1990 aus. Später wurde er im November 1990 Nachfolger von Abdelaziz Ben Dhia als Präsident des Verfassungsgerichtshofes (Conseil constitutionnel) und behielt dieses Amt bis zu seiner Ablösung durch Zouheir M’dhaffer im April 1992.